# Tiquipaya
Tiquipaya est une ville de Bolivie qui se situe dans le département de Cochabamba, précisément au nord-est de Cochabamba. Elle compte environ 62 000 habitants. Elle s'élève à environ 2 673 mètres d'altitude.

La ville est le siège de l'Université de la Vallée (Universidad del Valle), une institution d'enseignement supérieur.

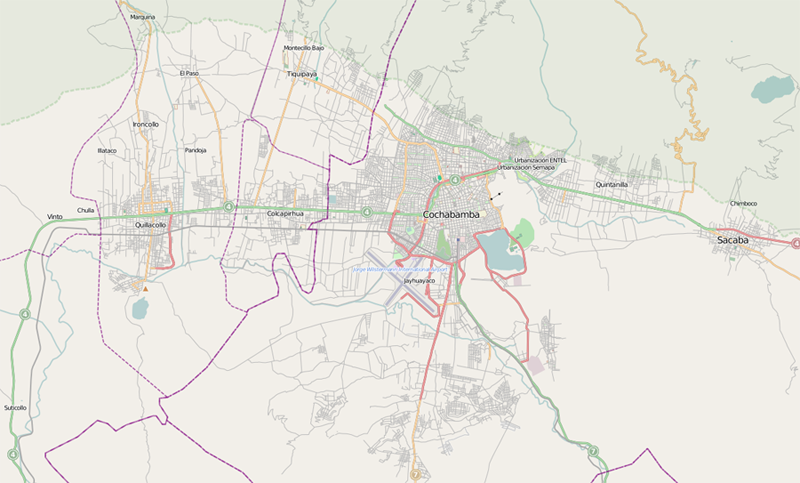
Tiquipaya dans l'aire métropolitaine de Cochabamba.
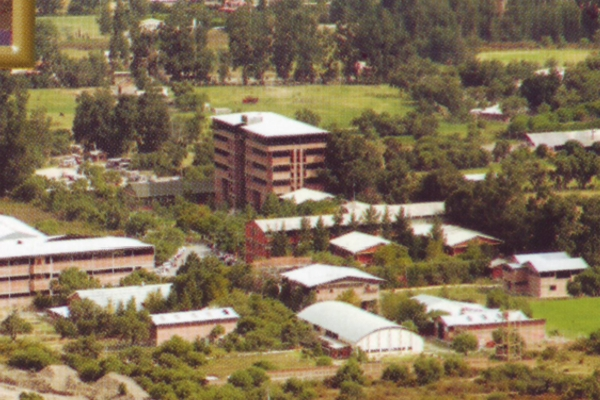
Un bâtiment de l'Université de la Vallée.